# Phrygionis argentilinea
Phrygionis argentilinea là một loài bướm đêm trong họ Geometridae.